# Darney
Darney là một xã nằm ở tỉnh Vosges trong vùng Grand Est của Pháp. Xã này có diện tích 7,92 kilômét vuông, dân số năm 1999 là 1339 người. Xã này nằm ở khu vực có độ cao trung bình 297 m trên mực nước biển.
Dân địa phương tiếng Pháp gọi là Darnéens.
Tổng thống Tiệp Khắc đầu tiên Tomáš Garrigue Masaryk đến thăm Tiệp Khắc của ông vào ngày 8 tháng 12 năm 1918 tại Darney.

## Biến động dân số
| Năm | 1962 | 1968 | 1975 | 1982 | 1990 | 1999 |
| --- | ---- | ---- | ---- | ---- | ---- | ---- |
| Dân số | 1810 | 1930 | 1922 | 1736 | 1534 | 1339 |
| From the year 1962 on: No double counting—residents of multiple communes (e.g. students and military personnel) are counted only once. |      |      |      |      |      |      |